# Lonza Group
Lonza Group é uma empresa multinacional suíça e que fabrica produtos para os setores farmacêutico, de biotecnologia e nutrição, com sede em Basileia na Suiça e com instalações na Europa, América do Norte , América do Sul da Ásia. A Lonza foi fundada com esse nome no final do século 19 na Suíça. A empresa fornece serviços de desenvolvimento de produtos para as indústrias farmacêutica e biológica, incluindo fabricação personalizada de biofármacos e sistemas e serviços de detecção para o setor de biociências.
Entre seus produtos e serviços incluem também: ingredientes farmacêuticos ativos, recursos de terapia celular e genética, intermediários avançados, serviços de desenvolvimento de medicamentos orais, modelagem de cultura de células, edição de genoma, produtos de endotoxina e meios de pesquisa e produtos de teste.
Seus produtos são muito usados nas industrias de biotecnologia, farmacêutica, pesquisas cientificas e fabricantes de produtos para saúde e bem estar.

## História

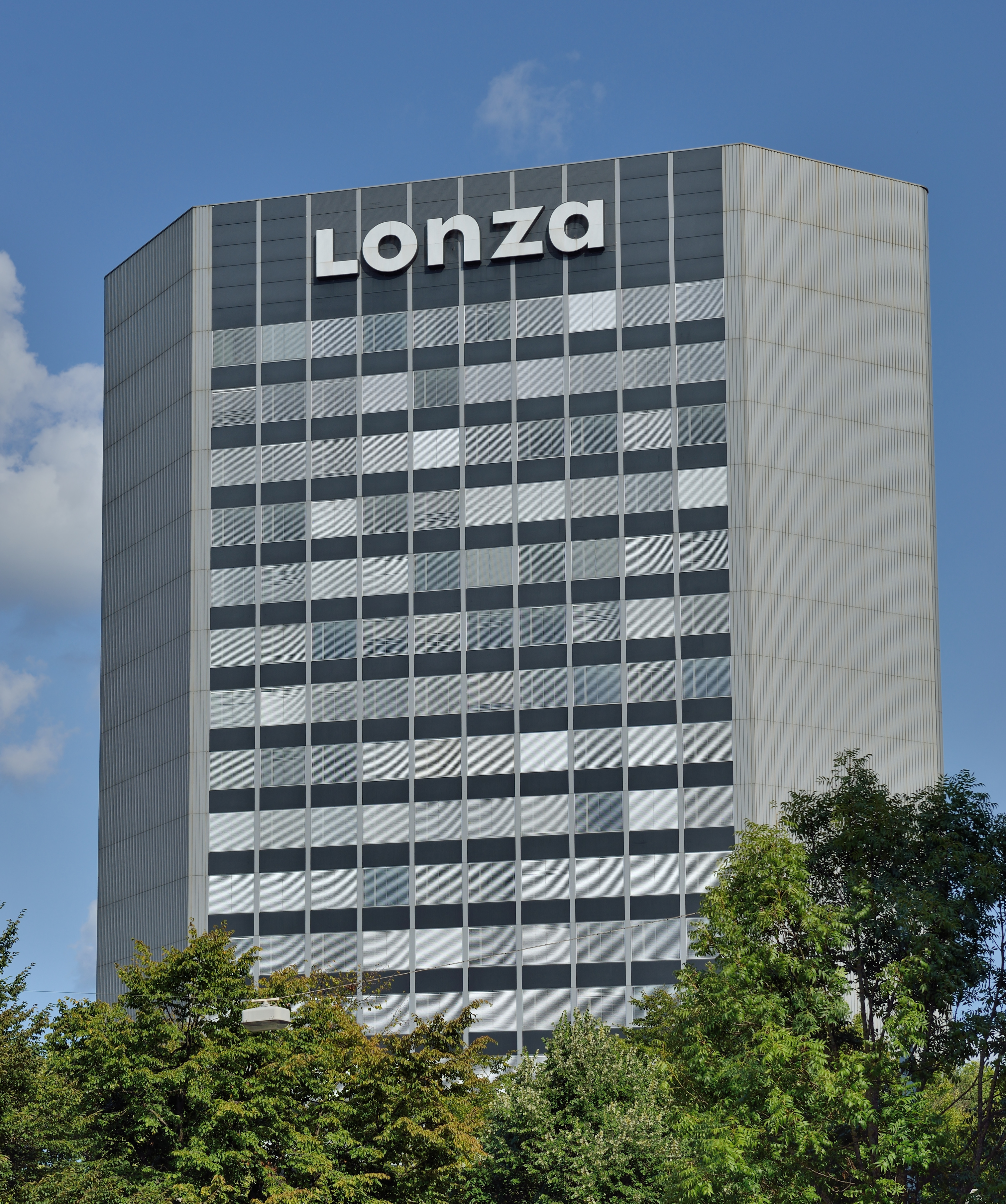
Sede da Lonza em Basileia na Suíça.

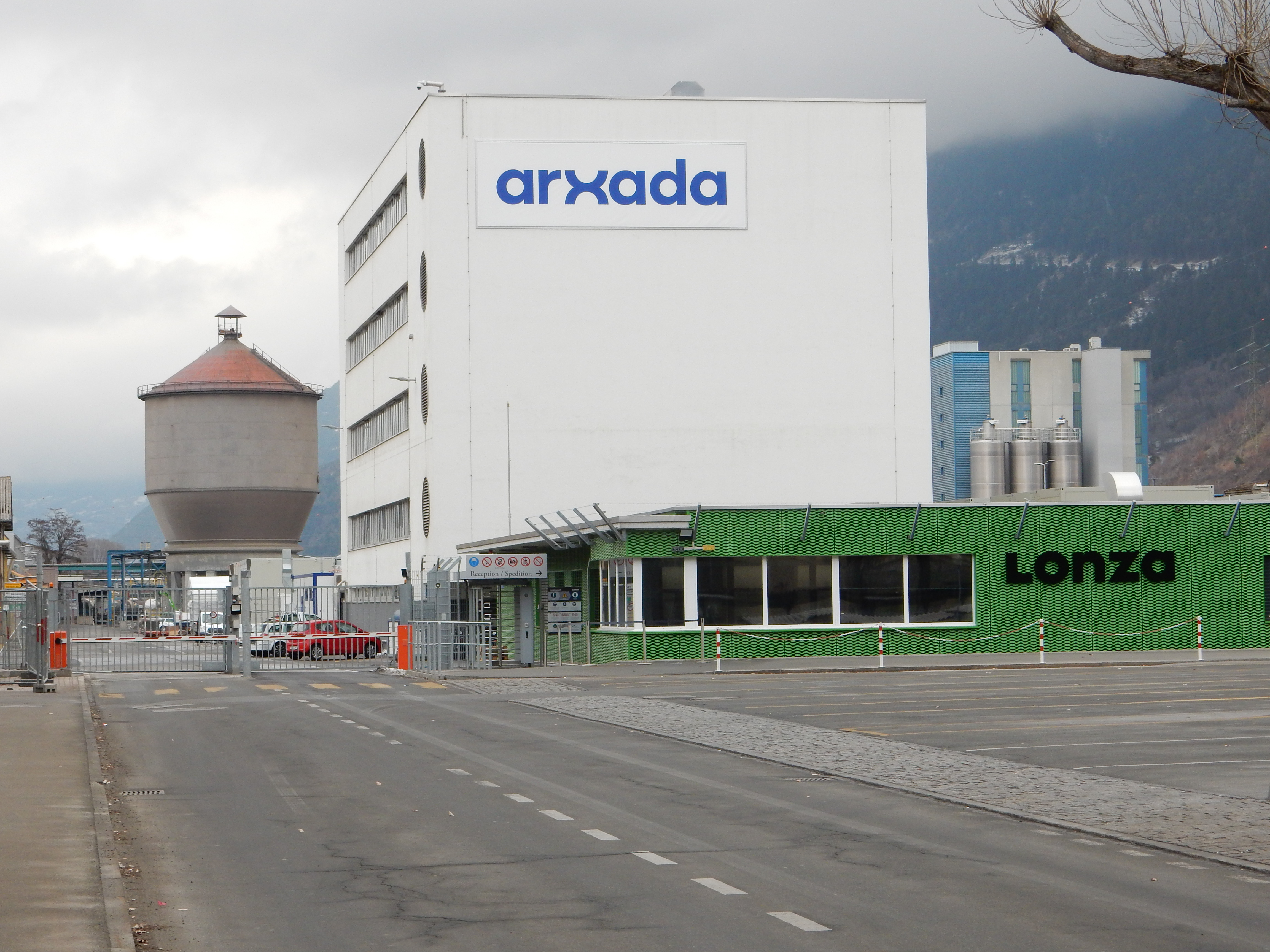
Instalações da Lonza em Visp na Suíça.

A Lonza foi fundada em 1897 na pequena cidade suíça de Gampel, situada no cantão de Valais, levando o nome do rio próximo. No decorrer do século 20, a Lonza evoluiu da hidroeletricidade, passando pela química do nitrogênio até a petroquímica antes de passar para a química fina e a bioquímica.
A Lonza, inicialmente uma produtora de produtos químicos, iniciou um processo de diversificação no início do século 20, especialmente após as dificuldades enfrentadas durante a Primeira Guerra Mundial, quando sua linha de produtos era excessivamente concentrada. Durante as décadas de 1910 e 1920, a empresa começou a focar em produtos químicos de maior valor agregado e com margens mais altas. Nos anos 1930, expandiu seu portfólio para incluir uma gama mais ampla de produtos químicos inorgânicos.
A década de 1950 marcou um período de grandes mudanças para a Lonza. A empresa fez a transição do uso de carvão para petróleo em suas operações e iniciou a produção de produtos químicos orgânicos, como a vitamina B3. Além disso, a Lonza começou sua expansão internacional, tendo os Estados Unidos como seu primeiro destino. Nos anos 1960, a companhia consolidou sua posição como um conglomerado global, com dois ramos complementares: a geração de energia e a fabricação de produtos químicos.
Na década de 1970, a Lonza diversificou ainda mais suas operações ao ingressar no setor biofarmacêutico, fabricando o ingrediente ativo de um medicamento da companhia farmacêutica britânica GSK. Esse movimento representou o início da incursão da empresa no mercado de biotecnologia, que se expandiria consideravelmente nas décadas seguintes. Durante as décadas de 1980 e 1990, a Lonza fortaleceu sua presença na indústria biofarmacêutica com aquisições de instalações de fabricação na América do Norte, Europa e Ásia. Em 1999, a Lonza decidiu separar seu segmento de biotecnologia do conglomerado industrial original, concentrando-se mais no setor de ciências da vida.
Nos anos 2000, a Lonza cresceu substancialmente por meio de aquisições, enquanto ao mesmo tempo se desvinculou de seu negócio de geração de energia, vendendo suas usinas para a EnBW Energie Baden-Württemberg AG. A decisão de abandonar o setor de energia refletiu a mudança estratégica da empresa para focar mais intensamente no mercado biofarmacêutico e em ciências da vida.
Entre 2010 e os dias atuais, a Lonza consolidou ainda mais sua posição como um parceiro confiável na indústria de ciências da vida, impulsionada por aquisições estratégicas e pela venda de segmentos que não estavam alinhados com sua nova estratégia. A pandemia de Covid-19 deu um grande impulso à empresa, que se beneficiou com o aumento da demanda por produtos e serviços relacionados à saúde e biotecnologia, a Lonza forneceu ingredientes ativos para a produção da vacina contra a Covid-19, chamada mRNA-1273 da farmacêutica estadunidense Moderna, embora o crescimento impulsionado pela pandemia tenha diminuído, a Lonza continua sendo um player importante no setor de biotecnologia em todo o mundo.